# Смертоносная стая
«Смертоносная стая» (англ. Vampire Bats) — американский фильм ужасов 2005 года режиссёра Эрика Бросса.

## Сюжет
Ничем не примечательное начало учебного года в студенческом городке омрачается тем, что один из студентов был найден мёртвым. Всё тело погибшего было обескровлено, а внешний кожный покров содержал множество странного вида укусов. За расследование этого случая берётся местный профессор Мэдди Риердон.

## В ролях
| Актёр           | Роль          |
| --------------- | ------------- |
| Люси Лоулесс    | Мэдди Риердон |
| Дилан Нил       | Дэн Драйер    |
| Лайам Вейт      | Гейм Ворден   |
| Тимоти Боттомс  | Хэнк Полкер   |
| Бретт Батлер    | Шелли Бодро   |
| Тони Плана      | шериф Хербст  |
| Джессика Строуп | Эден          |
| Арни Пантойя    | Аарон         |
| Стефани Онор    | Джози         |
| Бобби Кампо     | Дон           |